# Хираи (станция, Токио)
Станция Хираи (яп. 平井駅 хираи эки) — железнодорожная станция на линии Тюо-Собу, расположенная в специальном районе Эдогава, Токио. Станция была открыта 28 апреля 1899 года.

## Планировка станции
Одна платформа островного типа и 2 пути.
| 1 | ■Линия Тюо-Собу | Кинситё, Акихабара, Синдзюку, Накано, Митака |
| 2 | ■Линия Тюо-Собу | Ниси-Фунабаси, Фунабаси, Тиба                |

## Близлежащие станции
| «       |  | Линия          |  | »         |
| ------- |  | -------------- |  | --------- |
| Камэйдо |  | Линия Тюо-Собу |  | Син-Коива |